# Økonomidirektør
Økonomidirektør (også kaldet chief financial officer, forkortet CFO) er den direktør, som er ansvarlig for virksomhedens finanser. Vedkommende er ligeledes ansvarlig for den finansielle planlægning og registrering, samt den finansielle rapportering til virksomhedens bestyrelse.
Af underordnede kan han have en Bogholder
| Job | Spire Denne artikel om et job eller en stillingsbetegnelse er en spire som bør udbygges. Du er velkommen til at hjælpe Wikipedia ved at udvide den. |